# Sant Remic dau Montelh
'Sant Remèi (de Duròla)' (segons http://macarel.net/files/parlem/Parlem_1-010.pdf Arxivat 2016-03-03 a Wayback Machine.) (en francès Saint-Rémy-sur-Durolle) és un municipi francès situat al departament del Puèi Domat i a la regió d'Alvèrnia-Roine-Alps. L'any 2007 tenia 1.798 habitants.

## Demografia

### Població
El 2007 la població de fet de Saint-Rémy-sur-Durolle era de 1.798 persones. Hi havia 774 famílies de les quals 245 eren unipersonals (78 homes vivint sols i 167 dones vivint soles), 245 parelles sense fills, 230 parelles amb fills i 54 famílies monoparentals amb fills.
La població ha evolucionat segons el següent gràfic:
Habitants censats

### Habitatges
El 2007 hi havia 1.171 habitatges, 790 eren l'habitatge principal de la família, 76 eren segones residències i 305 estaven desocupats. 915 eren cases i 255 eren apartaments. Dels 790 habitatges principals, 571 estaven ocupats pels seus propietaris, 190 estaven llogats i ocupats pels llogaters i 29 estaven cedits a títol gratuït; 5 tenien una cambra, 51 en tenien dues, 173 en tenien tres, 265 en tenien quatre i 297 en tenien cinc o més. 545 habitatges disposaven pel capbaix d'una plaça de pàrquing. A 357 habitatges hi havia un automòbil i a 328 n'hi havia dos o més.

### Piràmide de població
La piràmide de població per edats i sexe el 2009 era:
| Homes | Edats   | Dones |
| ----- | ------- | ----- |
| 0     | 95 o +  | 0     |
| 4     | 90 a 94 | 0     |
| 8     | 85 a 89 | 24    |
| 8     | 80 a 84 | 20    |
| 44    | 75 a 79 | 60    |
| 48    | 70 a 74 | 68    |
| 40    | 65 a 69 | 76    |
| 32    | 60 a 64 | 44    |
| 64    | 55 a 59 | 60    |
| 36    | 50 a 54 | 72    |
| 60    | 45 a 49 | 56    |
| 68    | 40 a 44 | 52    |
| 68    | 35 a 39 | 80    |
| 96    | 30 a 34 | 60    |
| 60    | 25 a 29 | 72    |
| 44    | 20 a 24 | 32    |
| 60    | 15 a 19 | 48    |
| 48    | 10 a 14 | 92    |
| 48    | 5 a 9   | 68    |
| 48    | 0 a 4   | 56    |

## Economia
El 2007 la població en edat de treballar era de 1.128 persones, 800 eren actives i 328 eren inactives. De les 800 persones actives 669 estaven ocupades (361 homes i 308 dones) i 130 estaven aturades (66 homes i 64 dones). De les 328 persones inactives 144 estaven jubilades, 77 estaven estudiant i 107 estaven classificades com a «altres inactius».

### Ingressos
El 2009 a Saint-Rémy-sur-Durolle hi havia 808 unitats fiscals que integraven 1.799,5 persones, la mediana anual d'ingressos fiscals per persona era de 15.660 €.

### Activitats econòmiques
Dels 114 establiments que hi havia el 2007, 2 eren d'empreses extractives, 1 d'una empresa alimentària, 25 d'empreses de fabricació d'altres productes industrials, 17 d'empreses de construcció, 18 d'empreses de comerç i reparació d'automòbils, 5 d'empreses de transport, 13 d'empreses d'hostatgeria i restauració, 1 d'una empresa d'informació i comunicació, 3 d'empreses financeres, 6 d'empreses immobiliàries, 6 d'empreses de serveis, 10 d'entitats de l'administració pública i 7 d'empreses classificades com a «altres activitats de serveis».
Dels 32 establiments de servei als particulars que hi havia el 2009, 1 era una oficina d'administració d'Hisenda pública, 1 gendarmeria, 1 oficina de correu, 1 una oficina bancària, 2 tallers de reparació d'automòbils i de material agrícola, 1 paleta, 2 guixaires pintors, 3 fusteries, 4 lampisteries, 3 electricistes, 1 empresa de construcció, 2 perruqueries i 10 restaurants.
Dels 6 establiments comercials que hi havia el 2009, 2 eren botiges de menys de 120 m², 1 una fleca, 1 una carnisseria, 1 una llibreria i 1 un drogueria.
L'any 2000 a Saint-Rémy-sur-Durolle hi havia 19 explotacions agrícoles que ocupaven un total de 426 hectàrees.

## Equipaments sanitaris i escolars
L'únic equipament sanitari que hi havia el 2009 era una farmàcia.
El 2009 hi havia 2 escoles elementals.

## Poblacions més properes
El següent diagrama mostra les poblacions més properes.